# Metrichia madicola
Metrichia madicola is een schietmot uit de familie Hydroptilidae. De soort komt voor in het Neotropisch gebied.